# Revolta de Mandu Ladino
Revolta de Mandu Ladino foi um conflito em que o indígena Mandu Ladino e vários índios tupis da então capitania do Piauí opôs aos fazendeiros, tendo se estendido de 1712 a 1719

## Mandu Ladino

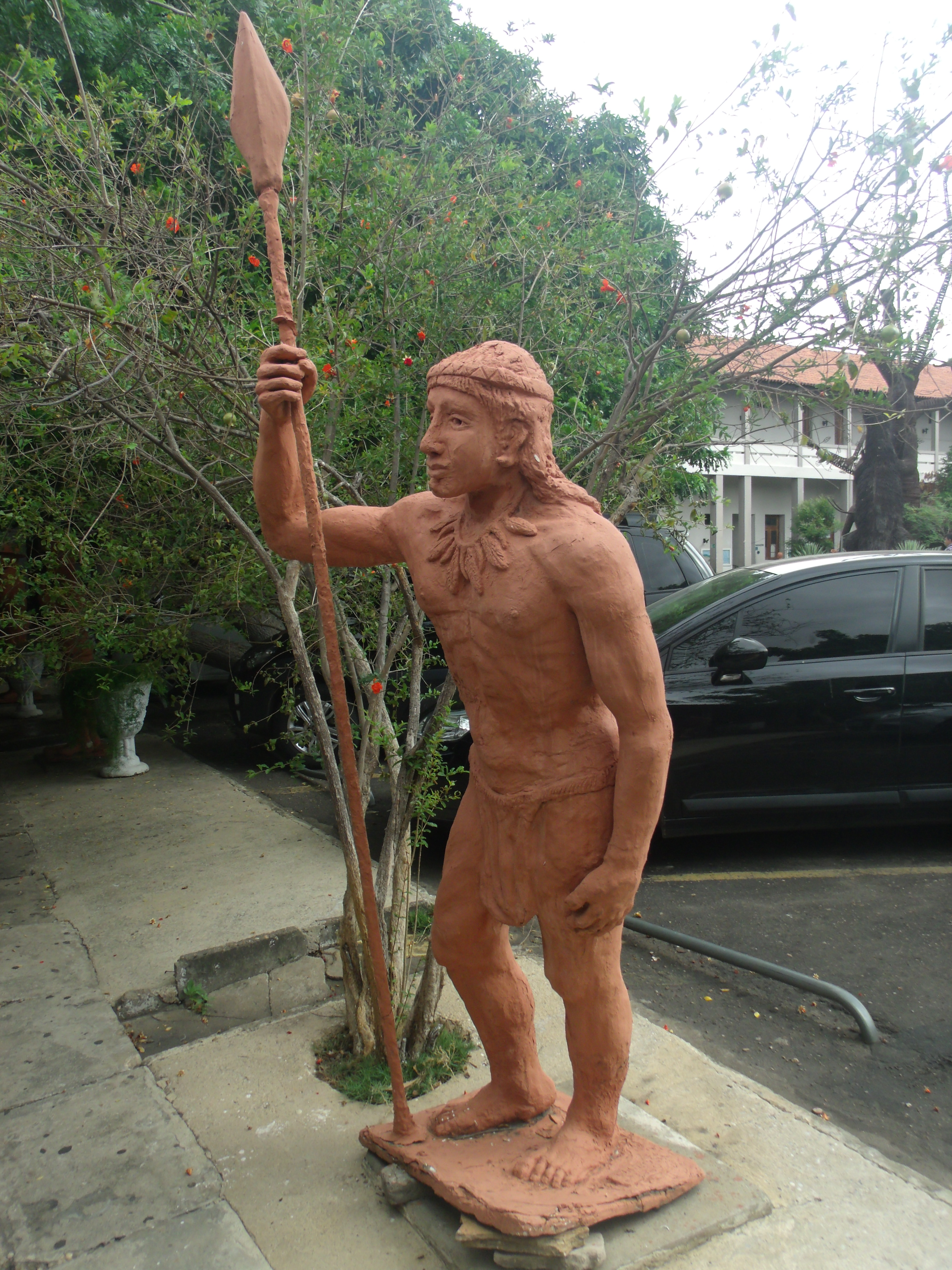
Mandu Ladino, em estátua de cerâmica, no pátio da Central de Artesanato Mestre Dezinho, em Teresina

Mandu Ladino nasceu em São Miguel do Tapuio (Altos-PI). Era um índio Arani que havia ficado órfão de pai e mãe aos 12 anos de idade, e que fora recolhido ao aldeiamento cariri do Boqueirão, a 70 léguas de Recife, para estudar e ser cristianizado pelos religiosos da Ordem dos Capuchinhos, logo fora batizado. Sem esconder o ódio a, seu sentimento se tornaria ainda maior quando presenciaria os mestres que o educavam queimarem os ídolos, vestimentas e outros objetos de adoração de seu povo. Após isso, fugiu do aldeiamento e uniu-se a vários indígenas cariris que buscavam o vale do Longá, no Piauí. No meio do caminho foi cupturado e vendido como escravo para um criador de gado que com o passar do tempo conquistou sua confiança, trabalhando muito tempo como escravo-vaqueiro. Como condutor de boiadas, conhece várias tribos da região, até que em uma de suas viagens de rotina, no ano de 1712, se revolta ao presenciar uma índia, que era sua irmã ser assassinada. Inconformado com essa cena, ele consegue reunir vários índios, retornando ao local, exterminando toda a guarnição militar. A partir daí inicia-se sua fase de liderança indígena.

## A revolta
A pecuária desempenhou papel importante na economia colonial, pois além da carne utilizada na alimentação humana, os bovinos também forneciam o couro aproveitado de diversas maneiras, além de servirem como meio de transporte nas zonas mineradoras. Mas uma carta régia de 1701 proibiu a criação do gado numa faixa de 10 léguas a partir do litoral, já que as extensas áreas destinadas à pastagem seriam mais lucrativas se utilizadas na cultura de cana, matéria-prima na produção açucareira. Com isso as fazendas de gado se multiplicaram pelo interior, invadiram os férteis terrenos marginais do rio Parnaíba, no Piauí, provocando assim, e mais uma vez, a expulsão das nações indígenas.
O movimento iniciou-se pelo assassinato do fazendeiro Antônio da Cunha Souto, pelos indígenas, revoltados com a crueldade dele. A partir daí, o movimento contra os fazendeiros, liderado por Mandu Ladino, da tribo dos Cariris, batizado e educado pelos jesuítas na capitania de Pernambuco, ganhou fôlego, estendendo-se pelo sertão do Maranhão, do Piauí e alcançando o do Ceará. Muitos portugueses morreram e muitas fazendas foram arrasadas nessas regiões.

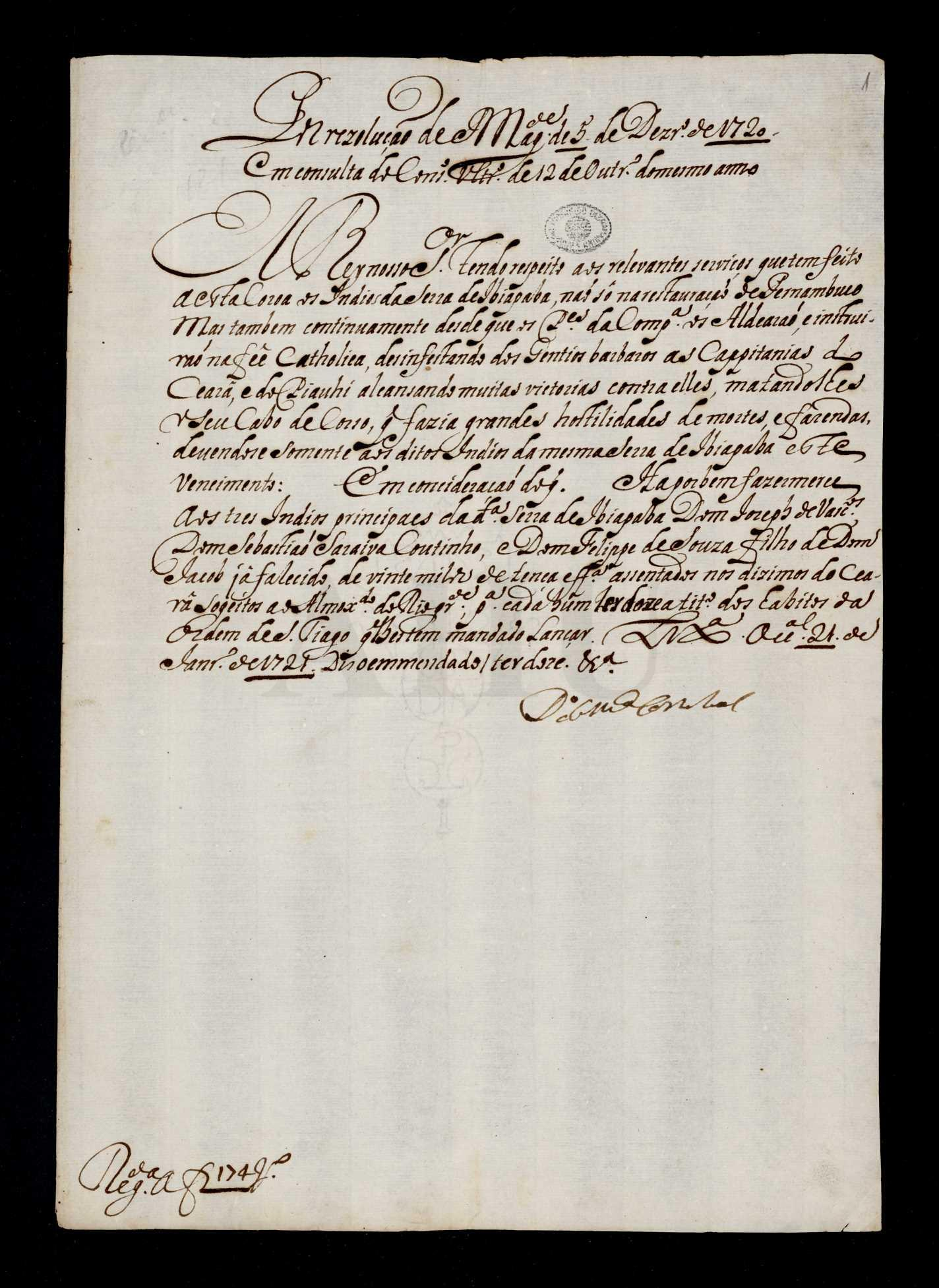
Documento de Diogo de Mendonça Corte Real, então primeiro-ministro de Portugal, de 21 de janeiro de 1721, premiando indígenas que participaram do cerco contra Mandu Ladino, (Arquivo Histórico Ultramarino de Portugal).

Com o auxílio dos aldeamentos jesuítas da região da serra da Ibiapaba, onde predominavam os Tabajaras, os fazendeiros portugueses organizaram uma grande expedição contra os revoltosos. Desse modo, partiu do Maranhão, em 1716, uma expedição chefiada por Francisco Cavalcante de Albuquerque à qual se uniu o Mestre-de-Campo da capitania do Piauí, Bernardo de Carvalho Aguiar. Mandu Ladino, entretanto, logrou escapar a estas forças, que entretanto, chacinaram os Aranis.
O movimento extingui-se com a morte por ferimento seguido de afogamento, nas águas do rio Parnaíba, do seu líder.